# Microcerculus bambla
La ratona bandeada (Microcerculus bambla), también denominada chochín alifranjeado y cucarachero alifranjeado, es una especie de ave paseriforme de la familia Troglodytidae que vive en Sudamérica.

## Descripción
La ratona bandeada es un pájaro pequeño que mide una media de 11,5 cm de largo. Las partes superiores de su cuerpo son de color pardo con las alas negruzcas cruzadas por una franja blanca. Su garganta y pecho son grises y el vientre es de color marrón. Sus flancos también son pardos barreteados en oscuro.

## Distribución y hábitat
Se encuentra en Brasil, Ecuador, la Guayana francesa, Guyana, Perú, Surinam y Venezuela.
Sus hábitats naturales son las selvas húmedas tropicales de regiones bajas.